# 墨西加利
墨西加利（西班牙語：[mexiˈkali] ⓘ）是墨西哥下加利福尼亞州的首府，北面接壤美國加利福尼亞州加利西哥及東北面亞利桑那州。根據2005年普查人口佔下加州的75%；人口來自不同種族，並有一個唐人街，約有華人5000人。
墨西加利的名字取自墨西哥和美国加利福尼亚州的字首，亦音譯作墨西卡利。
2006年，美國籃球協會新組成的球隊墨西卡利哨兵隊以此為基地。

## 氣候
為了避開科羅拉多河氾濫，墨西卡利地處沙漠中心的谷地，氣候頗為極端，冬季低至攝氏4度（華氏40度），夏季則可達攝氏40至50度（華氏100至120度），年降水量不足250毫米。

## 歷史
早在哥倫布發現新大陸之前，科羅拉多河三角洲的美洲原住民已經在此定居。當西班牙人後來沿河抵達此地，人們已經在此種植南瓜、甜瓜、豌豆以及黃、藍、白、紅及藍白五色的玉米；亦已懂得使用草藥、及龍舌蘭作多種用途。
在其後一段時間，西班牙人及墨西哥人都無暇參與此地的發展。在美國南北戰爭期間，一位耶魯大學地理學家沿科羅拉多河到達此地探勘南太平洋鐵路路線，發現三角洲沉積物厚達2.5公里，土地肥沃可作良田；但其實當地原住民早已知悉此事，只欠水源。進入20世紀，美國加州土地公司得到政府批准，從科羅拉多河興建運河，把水源引到墨西加利谷地。
由於大片土地橫跨美墨邊境，在美國的一邊以「加州」和「墨西哥」的字首名為加利西哥，墨西哥境內則名為墨西加利。
1903年3月14日，墨西加利建鎮，首任鎮長是Manuel Vizcarra，吸引到首500位農夫遷入。
到1904年底，已有10,000人在此定居，在100,000英畝（405平方公里）灌溉農地種有棉花、蔬果等農作物。
1915年1月，Francisco L. Montejano就任首任市長，到同年11月20日，墨西加利成為了下加州北部的首府。
1920年代，華人開始移居當地。由於當地僱有不少華工，所以當時的墨西加利又有「小廣州」的外號。
在經濟大蕭條期間，墨西哥發生「排華」活動，很多華人連同其家人被強行遣返，到1954年才結束。有不少不願意離開墨西哥的華人，就來到華人人口眾多的墨西卡利繼續生活。
1936年至1937年間，科羅拉多河土地公司讓農夫們購回自己的農地。
到1940年，墨西哥華人人口從大蕭條之前的數萬人，只餘下不足一萬人。

## 矽谷邊境
美國加州晶片業者為減低成本，在墨西卡利建立晶片製造基地，獲得墨西哥聯邦及下加州政府投資2百萬美元，總統並提供投資超過10億美元的廠商享有10年免稅優惠。加州州長阿諾·史瓦辛格一再在電台廣播中呼籲支持。配套工程包括興建新公路及過境設施等。預計該項目將會為墨西哥帶來10萬個工作崗位。
有報導指，矽谷邊境是為抗衡台灣及中國的晶片產業。藉著墨西卡利工業用水、天然氣能源、低廉勞動力以及1994年北美自由貿易協議的優勢，加州矽谷業者希望重奪市場佔有率。但亦有業者以阿聯酋迪拜的「矽谷綠洲」失敗的經驗指，墨西哥較低的員工文化程度以及能源勞動力成本是不明朗因素。
而台灣廠商亦有在墨西卡利設廠。

## 旅遊業
作為邊境城市的墨西卡利與蒂華納相似，在假日吸引不少美國人前來消費。

## 姊妹城市
- 美國加州加利西哥
- 美國加州印第奧
- 美國加州聖貝納迪諾
- 美國亞利桑那州尤馬
- 南韓龜尾市
- 中國南京市（1991年10月，南京在第三世界国家缔结的第一对友城[7]）